# Varsolc
Varsolc (románul: Vârșolț) falu Romániában, Szilágy megyében.

## Fekvése
Szilágy megyében, Szilágysomlyótól keletre, Kraszna és Szilágyperecsen között fekvő település.

## Története
Varsolc nevét az oklevelek 1361-ben említették először Varsuch néven. A település Közép-Szolnok és Kraszna vármegyék határán feküdt, ennélfogva hol ide, hol oda számították. Szilágy vármegyéhez Kraszna vármegyéből került. 1361-ben Varsuch Tamás fia Miklós, majd 1362-ben a Jakcs család kezén volt. 1423-ban a Jakcs család más tagjait is beiktatták a birtokba. 1487-ben Drágfy Bertalan szerezte meg, Zsigmond király még ez évben be is iktatta ide. 1496-ban Báthory András és Báthory Zsigmond kapta meg Varsolcot. Fél évszázad elteltével, amikor 1545-ben Hadad várának tartozékaként írták le, már ismét a Jakcs család egyik tagját, Mihályt említették birtokosaként. 1584-ben losonci Bánffy Boldizsár is birtokrészt szerzett itt. 1641-ben a pénzszűkébe került jeszeniczei Szunyogh Gáspárné sz. losonci Bánffy Zsuzsanna eladta a birtokot Kemény Jánosnak és örököseinek. 1739-ben özvegy Lónyai Istvánné Szaniszlófi Báthory Kata és fia, Lónyay Zsigmond 1789 magyar forintért zálogban bírták Varsolczot.
Az 1808-ban végzett összeíráskor Varsolcról a következő nemescsaládokat írták össze: báró Bornemissza, gróf Teleki, Ladányi, Kolumbán, Sófalvi, gróf Károlyi, Sebes, Borbát, Virág, Szentkirályi, Orgovány, László, Fekete, Tokai, gróf Korda, Pozsoni, Guti, Récsei, Goris, Bányai, Horváth, Szilágyi, Kádár, Kocsi, Balog, Baksai, Kis, Orbán, Bagosi, gróf Toldi, Bálint, Szakács, Szentgyörgyi Pécsi.
A falu Kápolna-kút nevű határrészében, egy kerek dombon a régi feljegyzések szerint egykor kolostor állt. Varsolc Simay-tag nevű határrészén keserűforrás is volt.

## Nevezetességei
- Református temploma 1774-ben leégett. Ezt követően felújították, majd 1817-ben nyugat felől megtoldották, 1855-ben pedig tornyot építettek hozzá.
- Görögkatolikus templom.

### Híres varsolciak
- Itt született Udvary Gyöngyvér (1913–2000) újságíró, művészeti író, szociográfus.

## Külső hivatkozások
- Varsolc oldala a Megyei Tanács honlapján[halott link]